# Acanthostachys calcicola
Acanthostachys calcicola este o specie de plante din familia Bromeliaceae, descrisă în 2020 într-o rocă de calcar din statul brazilian Tocantins.
Acanthostachys calcicola a fost descoperită în decembrie 2019 în timpul unor lucrări de teren în aflorimentele de calcar din regiunea Tocantins din sud-estul Braziliei centrale. Se aseamănă cu A. strobilacea⁠(d), dar diferă de aceasta prin culoarea și lungimea petalelor, precum și prin prezența staminelor și a pistilului exersate. A. calcicola este clasificată ca fiind amenințată cu dispariția, conform unei evaluări de conservare.